# 中華民國資訊軟體協會
中華民國資訊軟體協會（英語：Information Service Industry Association of R.O.C.，官方英文簡稱為 CISA），簡稱「軟協」，於1983年8月26日成立，現位於台灣台北市。現任理事長為沈柏延先生。

## 背景
協會成立於1983年，為代表中華民國資訊、軟體和網路產業的社團法人團體，目的在推廣台灣資訊軟體產業發展，承辦政府委託專案，建立資訊化社會。
協會會員包括從事資訊、軟體與網路研發、銷售及服務之本國企業、跨國公司與相關專業機構。
同時是亞太資訊服務業組織（ASOCIO）之創始會員國代表，與擔任世界資訊科技暨服務業聯盟（WITSA） （页面存档备份，存于）之理事，協會曾獲得第28屆「亞太資訊服務業高峰論壇（ASOCIO ICT Summit 2010）」主辦權，於2010年底在台北市舉行。

## 承辦專案
- 資安跨域聯防暨物聯網場域推動計畫－推動資安服務團與資安檢測診斷服務
- Fast AI技術與系統平台推廣計畫
- 中小企業數位群聚推動計畫
- 中小企業數位共好計畫
- 創業大學校計畫
- 擴大中小企業 5G 創新服務應用計畫
- 建構零售暨服務業數據共享創新服務計畫
- 政府軟體採購推動計畫分包計畫-產品詢價與推廣
- 資服業者AI升級服務團暨AI產業應用服務升級輔導計畫
- 引領中小微型企業數位轉型戰略攻頂計畫
- 無障礙網頁標章認證檢測服務及軟體功能升級調校委外資訊服務採購案
- 提升政府網站體驗委外服務案
- 公文及檔案管理資訊系統驗證作業服務案

## 金漾獎
自2015年起開始舉辦，旨在推動台灣產業創新與數位轉型，表彰台灣資訊軟體產業的創新成就與科技應用。
金漾獎早期由經濟部工業局主辦（經濟部工業局於2023年改制整併為「經濟部產業發展署」）。2017年起改由經濟部工業局指導，中華民國資訊軟體協會主辦。
2024年第10屆金漾獎
2024金漾獎邁入第十屆，隨著五加二產業創新計畫推動，帶領重點產業的深耕與創新，鼓勵諸多優秀團隊運用新興數位技術協助產業創新營運、數位轉型，替產業奠基源源不絕的數位科技量能，邁向智慧國家及永續發展。設立智慧應用類、技術商模類、高齡科技類、國際創新類、女力科技類等五個類別進行評選，其中「女力科技」為首屆徵選，特別表彰在資訊領域具特殊貢獻之女力代表。
| 獎項類別 | 名次     | 得獎人/企業名稱              | 產品名稱/職位                                   |
| -------- | -------- | ---------------------------- | ----------------------------------------------- |
| 女力科技 | 不分名次 | 邱麗孟                       | NVIDIA全球副總裁暨臺灣區 總經理                 |
| 女力科技 | 不分名次 | 周幸蓉                       | 宏碁資訊服務股份有限公司 總經理                 |
| 女力科技 | 不分名次 | 張華禎                       | 玩美移動股份有限公司 創辦人暨執行長             |
| 女力科技 | 不分名次 | 徐郁涵                       | 以力股份有限公司 執行長                         |
| 高齡科技 | 1        | 滙嘉健康生活科技股份有限公司 | nFOPT® 非侵入性光纖生理監測技術及AI智慧照護系統 |
| 高齡科技 | 2        | 雄欣科技股份有限公司         | iSAFE 智慧感知照護系統                          |
| 高齡科技 | 3        | 大同世界科技股份有限公司     | tiCARE 遠距照護系統                             |
| 高齡科技 | 佳作     | 英特內軟體股份有限公司       | 長照攏來，讓愛一點(Touch)就來！                 |
| 高齡科技 | 佳作     | 家是福雲端科技股份有限公司   | 「輔具家ATHome」第三方跨品牌跨店預約平台        |
| 高齡科技 | 佳作     | 優護平台股份有限公司         | 短期居家照護第三方預約照護平台                  |
| 國際創新 | 1        | 酷遊天股份有限公司           | rezio 預訂管理系統 - 旅遊商家拓展全球的最佳夥伴 |
| 國際創新 | 2        | 先進醫資股份有限公司         | Docloop.ai 享健康生成式數位照護平台             |
| 國際創新 | 3        | 網擎資訊軟體股份有限公司     | Openfind Secure 雲端資安服務                    |
| 國際創新 | 佳作     | 環球睿視股份有限公司         | AIspeakin 技術商模                              |
| 技術商模 | 1        | 翱騰國際科技股份有限公司     | 軍用級高資安彈性備援通訊網服務                  |
| 技術商模 | 2        | 瑞思資訊股份有限公司         | Rapixus 資安解決方案平台                        |
| 技術商模 | 3        | 禾多移動多媒體有限公司       | Likr AI-SEO 流量生成大師                        |
| 技術商模 | 佳作     | 哈彼科技股份有限公司         | Havppen 線上線下內容管理整合系統                |
| 技術商模 | 佳作     | 飛達智能股份有限公司         | 【師虎來了】鋼牆鐵壁般可靠的修繕管理系統        |
| 智慧應用 | 1        | 悠勢科技股份有限公司         | USPACE APP                                      |
| 智慧應用 | 2        | 新夥伴科技股份有限公司       | 智慧網路維運與資安防護整合系統 N-Cloud 7        |
| 智慧應用 | 3        | 展奕金屬企業有限公司         | eFast 智慧工廠系統                              |
| 智慧應用 | 佳作     | 中國醫藥大學附設醫院         | 骨閃爍顯像電腦輔助偵測平台                      |
| 智慧應用 | 佳作     | 昕力資訊股份有限公司         | SysTalk.ai 智能理賠解決方案                     |
| 智慧應用 | 佳作     | 愛吠的狗娛樂股份有限公司     | AI Amaze 慧星大使                               |
| 智慧應用 | 佳作     | 臺中市政府水利局             | 川柳不息數位導覽平台                            |
| 智慧應用 | 佳作     | 德廣數位股份有限公司         | USeeToGo                                        |
| 智慧應用 | 佳作     | 歐普斯佳行動科技股份有限公司 | 厝邊 MyNeighbor                                 |
| 智慧應用 | 佳作     | 賦智行雲科技股份有限公司     | AI-Driven 3D Software                           |
| 智慧應用 | 佳作     | 叡揚資訊股份有限公司         | Vitals KPIM 指標管理系統                        |

| 智慧應用 | 智慧應用                         | 智慧應用                             |
| 名次     | 企業名稱                         | 產品名稱                             |
| -------- | -------------------------------- | ------------------------------------ |
| 1        | 叡揚資訊股份有限公司             | iota C.ai-對話服務平台               |
| 2        | 翱翔智慧股份有限公司             | LiFTMiND-外掛式電梯智慧化系統        |
| 3        | 大數軟體有限公司                 | AI影音內容分析雲服務                 |
| 佳作     | 中國醫藥大學附設醫院麻醉部       | 看得見的痛~ 智慧化的疼痛管理         |
| 佳作     | 台塑網科技股份有限公司           | 預知保養智能管理系統                 |
| 佳作     | 禾多移動多媒體有限公司           | AI流量小編                           |
| 佳作     | 昕力資訊股份有限公司             | DigiFusion 企業服務中台              |
| 佳作     | 律果科技股份有限公司             | 生成式AI合約管理及審閱系統           |
| 佳作     | 夏酷科技股份有限公司             | QORE+加盟連鎖業AI營運管理平台        |
| 佳作     | 費曼圖科技有限公司               | 通訊設備暨維運管理平台               |
| 創新商模 |                                  |                                      |
| 名次     | 企業名稱                         | 產品名稱                             |
| 1        | 雲智維科技股份有限公司           | 企業網路整合與資安維運雲幫手         |
| 2        | 元大商業銀行股份有限公司         | 綠色行動銀行                         |
| 3        | 台塑網科技股份有限公司           | 信用狀數位整合平台                   |
| 佳作     | 禾多移動多媒體有限公司           | 數位店長                             |
| 佳作     | 凱基證券股份有限公司             | 數位分公司與全新數位客戶旅程         |
| 佳作     | 酷堤康科技股份有限公司           | 整合印尼智慧稅務系統SMARTAX BI       |
| 前瞻技術 |                                  |                                      |
| 名次     | 企業名稱                         | 產品名稱                             |
| 1        | 昕力資訊股份有限公司             | SysTalk.Chat AI智能客服機器人        |
| 2        | 大同世界科技股份有限公司         | ibo.ai智慧對話服務機器人             |
| 3        | 宇騫數位科技有限公司             | MR化學災害應變與戰情研析訓練平台     |
| 佳作     | 中國醫藥大學附設醫院人工智慧中心 | 智救心                               |
| 佳作     | 城智科技股份有限公司             | airaTrack -AI 全場域人員追蹤分析系統 |
| 佳作     | 翱騰國際科技股份有限公司         | 全球海運遠距醫療解決方案             |

## 第15-16屆理事長沈柏延簡介(2020年4月~2026年4月)
新任理事長沈柏延先生自2016年接任大同世界科技（大世科）董事長兼策略長，兼任子公司大世科技（上海）有限公司、群輝商務科技董事長。主要負責公司策略規畫與落實跟催，提升投資及海外公司營運績效。在沈柏延領導下，大世科集團2022年合併營收超過新台幣45億元，在金融、製造、電信、醫療、零售產業擁有2000多家客戶。
沈理事長自2014年起擔任軟協理事，積極推動協會與政府單位政策及法規溝通，並主持AI大數據、智慧應用及產業數位轉型等工作，更擔任協會「數位轉型任務組」、「政府產業政策與環境任務組」召集人，及「巨量資料應用促進會」會長等諸多重要職位。

##### 現職
- 大同公司執行副總
- 大同世界科技公司董事長兼策略長
- 大世科技(上海)公司董事長
- 群輝商務科技董事長
- 台灣數位鑑識發展協會(ACFD) 理事
- 亞太資訊服務業組織（Asian-Oceanian Computing Industry Organizatio （页面存档备份，存于），簡稱ASOCIO （页面存档备份，存于）) 主席
- 世界資訊科技與服務聯盟 (World Information Technology and Services Alliance，簡稱WITSA （页面存档备份，存于）) 理事

## 外部連結
- 中華民國資訊軟體協會官方網站 （页面存档备份，存于）
- 世界資訊科技暨服務業聯盟WITSA （页面存档备份，存于）

1. 1 2  .   [2010-05-13]. （原始内容存档于2011-09-25）.
2. ↑  .   [2010-05-13]. （原始内容存档于2009-11-14）.
3. ↑  中華民國資訊軟體協會成功爭取2010年亞太資服業高峰論壇主辦權 （页面存档备份，存于），經濟日報，2008年12月11日

- 第十屆「Young世代-2024金漾獎」得獎名單公告 （页面存档备份，存于）
- 【2023金漾獎】Young 漾世代－金漾獎第九屆得獎名單 （页面存档备份，存于）